# Dudley Bradley
Dudley Leroy Bradley (Baltimora, 19 marzo 1957) è un ex cestista e allenatore di pallacanestro statunitense, professionista nella NBA.
È il fratello di Charles Bradley.

## Carriera
È stato selezionato dagli Indiana Pacers al primo giro del Draft NBA 1979 (13ª scelta assoluta).

## Statistiche

### NBA

#### Regular Season
| Anno      | Squadra            | PG  | PT | MP   | TC%  | 3P%  | TL%  | RP  | AP  | PRP | SP  | PP  |
| --------- | ------------------ | --- | -- | ---- | ---- | ---- | ---- | --- | --- | --- | --- | --- |
| 1979-1980 | Indiana Pacers     | 82  | -  | 24,7 | 45,2 | 40,0 | 78,2 | 2,7 | 3,1 | 2,6 | 0,6 | 8,4 |
| 1980-1981 | Indiana Pacers     | 82  | -  | 22,8 | 47,4 | 12,5 | 70,2 | 2,4 | 2,3 | 2,3 | 0,5 | 8,0 |
| 1981-1982 | Phoenix Suns       | 64  | 3  | 14,6 | 44,5 | 25,0 | 74,0 | 1,4 | 1,3 | 1,2 | 0,2 | 5,1 |
| 1982-1983 | Chicago Bulls      | 58  | 11 | 11,8 | 51,6 | 20,0 | 80,0 | 1,8 | 1,8 | 0,8 | 0,2 | 3,5 |
| 1984-1985 | Washington Bullets | 73  | 24 | 16,9 | 47,5 | 31,3 | 68,4 | 1,8 | 2,4 | 1,3 | 0,3 | 4,9 |
| 1985-1986 | Washington Bullets | 70  | 7  | 12,0 | 34,9 | 25,0 | 57,1 | 1,4 | 1,5 | 1,2 | 0,0 | 2,8 |
| 1986-1987 | Milwaukee Bucks    | 68  | 2  | 13,2 | 35,7 | 26,0 | 81,0 | 1,5 | 1,0 | 1,5 | 0,1 | 3,1 |
| 1987-1988 | Milwaukee Bucks    | 2   | 0  | 2,5  | 0,0  | 0,0  | -    | 0,5 | 0,5 | 0,0 | 0,0 | 0,0 |
| 1987-1988 | N.J. Nets          | 63  | 15 | 22,7 | 42,9 | 36,6 | 76,3 | 2,0 | 2,4 | 1,8 | 0,7 | 6,7 |
| 1988-1989 | Atlanta Hawks      | 38  | 0  | 7,0  | 32,6 | 25,8 | 50,0 | 0,8 | 0,6 | 0,4 | 0,1 | 1,9 |
| Carriera  | Carriera           | 600 | 62 | 17,0 | 44,0 | 29,3 | 73,0 | 1,8 | 1,9 | 1,6 | 0,3 | 5,2 |

#### Playoffs
| Anno     | Squadra            | PG | PT | MP   | TC%  | 3P%  | TL%  | RP  | AP  | PRP | SP  | PP  |
| -------- | ------------------ | -- | -- | ---- | ---- | ---- | ---- | --- | --- | --- | --- | --- |
| 1981     | Indiana Pacers     | 2  | -  | 9,5  | 33,3 | 100  | 100  | 1,0 | 1,0 | 1,0 | 0,0 | 4,5 |
| 1982     | Phoenix Suns       | 7  | -  | 3,4  | 25,0 | -    | 100  | 0,1 | 0,7 | 0,1 | 0,1 | 0,7 |
| 1985     | Washington Bullets | 4  | 0  | 10,3 | 55,6 | 20,0 | 75,0 | 1,5 | 1,5 | 1,0 | 0,0 | 3,5 |
| 1986     | Washington Bullets | 5  | 0  | 16,4 | 41,4 | 30,0 | 66,7 | 1,0 | 1,4 | 1,0 | 0,0 | 6,6 |
| 1987     | Milwaukee Bucks    | 12 | 0  | 3,8  | 36,4 | 0,0  | 50,0 | 0,0 | 0,2 | 0,3 | 0,0 | 0,8 |
| Carriera | Carriera           | 30 | 0  | 7,1  | 39,4 | 22,7 | 72,2 | 0,5 | 0,7 | 0,4 | 0,0 | 2,3 |

## Palmarès

### Giocatore
- NBA All-Defensive Second Team (1981)
- CBA All-Defensive First Team (1984)
- WBL All-Defensive Team (1991)